# 895 Helio
895 Helio è un asteroide della fascia principale del diametro medio di circa 141,9 km. Scoperto nel 1918, presenta un'orbita caratterizzata da un semiasse maggiore pari a 3,2016392 UA e da un'eccentricità di 0,1475900, inclinata di 26,06323° rispetto all'eclittica.
Il suo nome fa riferimento alle ricerche sullo spettro dell'elio da parte dei fisici tedeschi Friedrich Paschen e Carl David Tolmé Runge.